# Erysivena
Erysivena is een geslacht van wantsen uit de familie van de Miridae (blindwantsen). Het geslacht werd voor het eerst wetenschappelijk beschreven door Celia Symonds en Gerasimos Cassis in 2018.

## Soorten
Het genus bevat de volgende soorten:

- Erysivena apta Symonds & Cassis, 2018
- Erysivena bundjalung Symonds & Cassis, 2018
- Erysivena drepanomorpha Symonds & Cassis, 2018
- Erysivena emeraldensis Symonds & Cassis, 2018
- Erysivena endlicheriphila Symonds & Cassis, 2018
- Erysivena kalbarri Symonds & Cassis, 2018
- Erysivena majori Symonds & Cassis, 2018
- Erysivena mareeba Symonds & Cassis, 2018
- Erysivena molloy Symonds & Cassis, 2018
- Erysivena notodytika Symonds & Cassis, 2018
- Erysivena paluma Symonds & Cassis, 2018
- Erysivena schuhi Symonds & Cassis, 2018
- Erysivena schwartzi Symonds & Cassis, 2018
- Erysivena sydneyensis Symonds & Cassis, 2018